# Památník a hrob obětí důlní katastrofy v roce 1924
Památník a hrob obětí důlní katastrofy v roce 1924 se nachází na hřbitově v Karviné-Dolech, naproti kostela svatého Petra z Alkantary. Je kulturní památkou České republiky.

## Historie
Dne 11. dubna 1924 vypukl na dole Gabriela ve sloji 29 východního pole požár, který byl zlikvidován uzavřením zasažené oblasti. Následujícího dne ovšem došlo k výbuchu, který usmrtil 15 horníků, kteří pracovali na zesílení hrází proti požáru. Dne 13. dubna došlo k dalšímu výbuchu, který dosáhl až na povrch a musely být uzavřeny všechny jámy. K opravám došlo až 17. července 1924, přičemž úrovně těžby před havárii bylo dosaženo až v roce 1927. V roce 1947 byl důl přejmenován na důl UNRRA a na památku důlní katastrofy byl postaven památník.

## Popis
Pietní místo tvoří rámovaný hrob s pomníkem. Ten se skládá ze stěny z godulského pískovce, na které je umístěna nápisová deska z černého mramoru. Po stranách stěny jsou umístěny pylony. Nápis na desce je v češtině a polštině.
„PAMÁTCE OBĚTÍ / KATASTROFY NA DOLE UNRRA DNE 12 DUBNA 1924 / A OBĚTÍ ZÁCHRANNÉ PRÁCE / VĚNUJÍ: OSTRAVSKOKARVINSKÉ DOLY NÁR. PODNIK“
Před památníkem na hrobovém místě je umístěno dvanáct pamětních desek z umělého kamene se jmény obětí.